# John Dixon Gibbs
Pour les articles homonymes, voir John Dixon, Dixon et Gibbs.
John Dixon Gibbs, né en 1834 en Angleterre et mort en 1912, est le co-inventeur d'un des premiers transformateurs électriques. Il conçut, conjointement avec Lucien Gaulard, le premier transformateur opérationnel, qui est présenté en 1883 à l'aquarium royal de Londres et attire l'attention de la compagnie américaine Westinghouse Electric Corporation. Le terme de « transformateur » n'existant pas, les inventeurs désignèrent leur appareil par le terme « générateur secondaire ».
La loi de l'induction découverte par Michael Faraday, qui explique le fonctionnement d'un transformateur, était connue depuis les années 1830. L'apport de Gibbs et Gaulard à la conception des transformateurs fut la construction d'un circuit magnétique fermé, constitué alors d'un simple fil de fer, qui en permet l'exploitation. Deux ans plus tard, Ottó Bláthy, Miksa Déri et Károly Zipernowsky, de la société Ganz, déposèrent un brevet pour la construction d'un transformateur utilisant de la tôle en fer doux pour le circuit magnétique. Ce feuilletage permet de réduire les pertes par courants de Foucault.
John Dixon Gibbs est détenteur du brevet allemand nº 28 947, ainsi que d'un brevet anglais. La validité de celui-ci étant contestée par Sebastian Ziani de Ferranti, la Chambre des lords anglaise le rendit caduc, ruinant Gibbs.